# Seuneubok Baro (Idi Tunong)
Seuneubok Baro is een bestuurslaag in het regentschap Aceh Timur van de provincie Atjeh, Indonesië. Seuneubok Baro telt 128 inwoners (volkstelling 2010).